# The Beekeeper
The Beekeeper är det åttonde studioalbumet av Tori Amos, utgivet i februari 2005 på Epic Records.
Ljudmässigt är albumet ett steg i samma riktning som föregångaren Scarlet's Walk; mjukare och lugnare rock med spår av soul, dock med en viss stilvariation mellan varje låt. Albumet debuterade som femma på amerikanska Billboard 200-listan och sålde 83 000 exemplar under första veckan. Det gjorde även avtryck på många av de europeiska albumlistorna. Albumet släpptes även som limited edition, som innehöll en DVD där Amos bland annat berättade om temat kring albumet. Singlarna från albumet var "Sleeps with Butterflies", "Sweet the Sting" och "Cars and Guitars".

## Låtlista
Alla låtar är skrivna och komponerade av Tori Amos. 
| Nr  | Titel                                          | Längd |
| --- | ---------------------------------------------- | ----- |
| 1.  | Parasol                                        | 3:54  |
| 2.  | Sweet the Sting                                | 4:16  |
| 3.  | The Power of Orange Knickers (med Damien Rice) | 3:36  |
| 4.  | Jamaica Inn                                    | 4:03  |
| 5.  | Barons of Suburbia                             | 5:21  |
| 6.  | Sleeps with Butterflies                        | 3:35  |
| 7.  | General Joy                                    | 4:13  |
| 8.  | Mother Revolution                              | 3:58  |
| 9.  | Ribbons Undone                                 | 4:30  |
| 10. | Cars and Guitars                               | 3:45  |
| 11. | Witness                                        | 6:06  |
| 12. | Original Sinsuality                            | 2:02  |
| 13. | Ireland                                        | 3:49  |
| 14. | The Beekeeper                                  | 6:50  |
| 15. | Martha's Foolish Ginger                        | 4:22  |
| 16. | Hoochie Woman                                  | 2:34  |
| 17. | Goodbye Pisces                                 | 3:36  |
| 18. | Marys of the Sea                               | 5:11  |
| 19. | Toast                                          | 3:42  |

| 1. | Exploring the Beekeeper | 1:09 |
| 2. | Roses and Thorns        | 6:31 |
| 3. | Elixirs and Herbs       | 1:42 |
| 4. | The Orchard             | 5:58 |
| 5. | Desert Garden           | 4:13 |
| 6. | Rock Garden             | 2:36 |
| 7. | The Greenhouse          | 4:30 |
| 8. | Garlands (video)        | 8:21 |

## Listplaceringar
| Listor (2005)                    | Högsta placering |
| -------------------------------- | ---------------- |
| Australiensiska albumlistan      | 20               |
| Belgiska albumlistan (Flandern)  | 11               |
| Belgiska albumlistan (Vallonien) | 37               |
| Brittiska albumlistan            | 24               |
| Danska albumlistan               | 21               |
| Finländska albumlistan           | 15               |
| Franska albumlistan              | 44               |
| Italienska albumlistan           | 18               |
| Nederländska albumlistan         | 13               |
| Norska albumlistan               | 6                |
| Schweiziska albumlistan          | 13               |
| Svenska albumlistan              | 26               |
| USA Billboard 200                | 5                |
| Österrikiska albumlistan         | 8                |

## Medverkande
- Mac Aladdin - gitarr, mandolin
- Tori Amos - sång, piano, Hammondorgel, producent
- Jon Astley - mastering
- David Bett - illustrationer
- Matt Chamberlain - trummor
- Kelsey Dobyns - bakgrundssång ("Ribbons Undone")
- Jon Evans - bas, kontrabas
- Mark Hawley - mixning, inspelning
- Wayne Hernandez - körarrangemang
- Sheri Lee - illustrationer
- Marcel van Limbeek - mixning, inspelning
- London Community Gospel Choir - bakgrundssång
- Trevor Lowe - keyboardtekniker
- Kevin Mackintosh - fotografi
- Damien Rice - sång ("The Power of Orange Knickers")
- Debbie Ward - koordinator
- Hayley West - koordinator